# Бойна звезда: Галактика (сериал, 2004)
„Бойна звезда: Галактика“ (на английски: Battlestar: Galactica) е научнофантастичен сериал, носител на награди Еми.
Създаден е от Роналд Д. Мур и първите му излъчвания са на 18 октомври 2004 г. във Великобритания и Ирландия по Sky One и на 14 януари 2005 г. по Sci Fi Channel (САЩ). Сериалът представлява „рестартиране“ на историята от оригиналния сериал „Бойна звезда Галактика“ от 1978 г. с нов сценарий, визия и акценти. Въведение към сериала е тричасовият минисериал със същото име, излъчен в два епизода на 8 и 9 декември 2003 г. по Sci-Fi Channel в САЩ.
Сериалът печели множество награди от критиците като Еми, Пийбоди, Хюго и Сатурн.

## Резюме
Вижте също: Бойна звезда Галактика (минисериал)
„Бойна звезда Галактика“ продължава от там където свършва минисериалът и проследява пътуването на оцелелите хора от Дванадесетте колонии на Кобол след ядрената атака от страна на Силоните. Оцелелите са водени от президента Лора Розлин и командир Уилям Адама в космически флот, предвождан от Бойна звезда Галактика – мощен, но стар военен кораб. Преследвани от Силоните, чиято цел е да унищожат всички останки от човешката раса, оцелелите пътуват през галактиката за да намерят изгубената тринадесета колония: Земята.

## Актьорски състав

### Главен състав
- Едуард Джеймс Олмос – Уилям Адама
- Мери Макдонъл – Лора Розлин
- Кейти Закхоф – Кара „Старбък“ Трейс
- Джейми Бамбър – Лий „Аполо“ Адама
- Джеймс Калис – д-р Гайъс Балтар
- Триша Хелфър – Номер Шест
- Грейс Парк – Номер Осем (Шарън „Бумър“ Валери / Шарън „Атина“ Агатон)

### Поддържащ състав
- Майкъл Хоугън – Сол Тай
- Арън Дъглас – Гейлън Тирол
- Тамох Пеникет – Карл „Хило“ Агатон
- Алесандро Джулиани – Феликс Гейта
- Ники Клайн – Кели Тирол
- Кендис Маклюър – Анастейша „Дий“ Дуала
- Пол Кембъл – Били Кейкея (2003 – 2006)

### Епизодичен състав
- Ричард Хеч – Том Зарек (2004 – 2008)
- Люси Лоулес – Номер Три (2005 – 2008)[1]
- Матю Бенет – Номер Пет (2003 – 2008)
- Калъм Кейт Рени – Лиобен Коной (2003 – 2008)
- Дийн Стокуел – Брат Кавил (2006 – 2008)
- Лорена Гейл – Елоша (2003 – 2005)
- Майкъл Труко – Самюел Андерс (2005 – 2008)
- Реха Шарма – Тори Фостер (2006 – 2008)
- Кейт Върнън – Елън Тай (2004 – 2007)
- Донъли Рудс – д-р Котъл (2004 – 2008)
- Лусиана Каро – Луан „Кат“ Катрайн (2004 – 2007)
- Рик Уорти – Саймън (2005 – 2008)
- Сам Уитуър – Алекс „Крашдаун“ Куатараро (2004 – 2005)

## Продукция
Сериалът се снима във Vancouver Film Studios и на други площадки около Ванкувър, Камлупс и Келона, Британска Колумбия, Канада.

### Първи сезон
Първият сезон от тринадесет епизода е поръчан от Sci-Fi Channel на 10 февруари 2004 г. и първоначално е излъчен във Великобритания и Ирландия между 18 октомври 2004 г. и 24 януари 2005 г. по Sky One (телевизия, съфинансирала сериала заедно със Sci-Fi Channel и NBC Universal). Сериалът е създаден през 2004 г. от Дейвид Ейк и Роналд Д. Мур и актьорският състав от минисериала от 2003.
Първият епизод, излъчен в САЩ, има най-високият рейтинг по канала Sci-Fi с 3,1 милиона зрители. Следващите епизоди са също толкова успешни. Първият епизод „33“ печели наградата Хюго през 2005 г. за най-добро драматично представяне.

### Втори сезон
След успеха на първия сезон Sci-Fi Channel поръчва пълен 20-сериен сезон на 9 февруари 2005 г. Първите епизоди от сезона са излъчени в САЩ по Sci Fi Channel на 15 юли 2005. През есента на 2005, излъчването на сериите е задържано, за да се възстанови нормалната програма на Sci Fi Channel, използвана за сериалите от поредицата „Старгейт“.
Втората част от сезона започва да се излъчва на 6 януари 2006 г., след тримесечен застой. „Бойна звезда Галактика“ печели множество похвали от критиците, като от списание Тайм го определят за шоу №1 на 2005.

### Уебизоди
Десет „уебизода“, наречени „Бойна звезда Галактика - Съпротивата“, са създадени за да се разкаже за събитията на Нова Каприка между втори и трети сезон на сериала и са излъчени по SCI FI PULSE. Излъчването е два пъти седмично във вторник и четвъртък. Първите уебизоди са излъчени на 5 септември 2006 г., а последният на 5 октомври 2006 г. – един ден преди първия епизод от трети сезон.

### Трети сезон
Sci Fi Channel поръчва 20-сериен трети сезон на 16 ноември 2005 г., който започва излъчване в САЩ на 6 октомври 2006 г., и в Канада на 7 октомври 2006 г., като първите два епизода са излъчени заедно. Излъчването на трети сезон не включва дълга пауза по средата, както във втори сезон.
Трети сезон е излъчен с висока резолюция (1080i, HDTV) по Sky One във Великобритания и Ирландия от 9 януари 2007 г. и в САЩ по Universal HD от 27 януари 2007 г.

### РетроспекцииОстрие
Вижте също: „Бойна звезда Галактика - Острие“
От 5 октомври 2007 г. Sci Fi Channel започва излъчването на двуминутни кратки хроники на новобранската мисия на младия Уилям Адама през последния ден от Първата силонска война. Тези кратки презентации показват Силоните и техните превозни средства във въплъщения, близки до тези, които са използвани в оригиналния сериал от 1978 г. Мини-епизодите, известни като „Ретроспекции Острие“, служат за прелюдия към втория телевизионен филм „Бойна звезда Галактика – Острие“ и са излъчвани в петъчните вечери след „Флаш Гордън“ в период от осем седмици. Ретроспекциите са взети директно от телевизионния филм „Острие“.

### Четвърти сезон
На 22 март 2007 г. Sci Fi Channel потвърждава, че „Бойна звезда Галактика“ ще бъде подновен с още един сезон от 20 епизода. (Първоначалният вариант е бил 22 епизода, включително двучасовия филм „Бойна звезда Галактика – Острие“.) Продуцентите Дейвид Ейк и Роналд Д. Мур заявяват, че четвъртият сезон ще бъде последен.
Първият епизод от сезона е излъчен на 4 април 2008 г., по-късно от очакваното, заради стачката на сценаристите в САЩ в края на 2007.

## Структура на военните чинове
| Адмирал            |
| Контраадмирал      |
| Командир           |
| Полковник          |
| Майор              |
| Капитан            |
| Лейтенант          |
| Младши лейтенант   |
| Офицерски кандидат |

| Мичман                  |
| Главен старшина         |
| Старшина (първа степен) |
| Старшина (втора степен) |
| Старши матрос           |
| Матрос                  |
| Матрос школник          |

## Стартов текст
Стартовият текст се променя през сезоните, най-значително през средата на първи сезон са преместени втората и третата линия.
| Първи сезон The Cylons were created by Man. They Rebelled. They Evolved. They Look And Feel Human. Some are programmed to think they are Human. There are many copies. And they have a Plan. | Втори сезон The Cylons were created by Man. They Evolved. They Rebelled. There are many copies. And they have a Plan. | Трети сезон The Cylons were created by Man. They Rebelled. They Evolved. There are many copies. And they have a Plan. | Четвърти сезон – първа част Twelve Cylon models. Seven are known. Four live in secret. One will be revealed. | Четвърти сезон – втора част This has all happened before And it will happen again The Cylons were created by man They rebelled Then they vanished Forty years later They came back They evolved 50 295 human survivors Hunted by the cylons Eleven models are known One was sacrificed |

| Първи сезон Силоните бяха създадени от човека. Те се разбунтуваха. Те еволюираха. Те изглеждат И усещат Като хората. Някои са програмирани да се мислят за хора. Има много копия. И те имат план. | Втори сезон Силоните бяха създадени от човека. Те еволюираха. Те се разбунтуваха. Има много копия. И те имат план. | Трети сезон Силоните бяха създадени от човека. Те се разбунтуваха. Те еволюираха. Има много копия. И те имат план. | Четвърти сезон – първа част Дванадесет силонски модела. Седем са известни. Четири живеят под прикритие. Един ще бъде разкрит. | Четвърти сезон – втора част Всичко това е ставало и преди И ще стане отново Силоните бяха създадени от Човека Те се разбунтуваха След това изчезнаха Четиридесет години по-късно Те се върнаха Те еволюираха 50 295 оцелели човека Преследвани от Силоните Единадесет модела са известни Един бе пожертван |

## Спинофи
На 27 април 2006 г. Sci Fi Channel обявява, че се разработва спиноф на БЗГ (известен като „Каприка“). Сериалът ще се развива около 50 години по-рано, преди Първата силонска война и ще се концентрира върху семейство Адама и обществото на планетата Каприка (Козирог), както и технологичното развитие, довело до бунта на Силоните.

## Награди
- 2005 Хюго за Най-добро драматично представяне. „33“ (първи епизод)
- 2005 В Топ 10 на най-добро телевизионно шоу за годината на Американския филмов институт
- 2005 Най-доброто за 2005 от списание Тайм: Телевизия (Място: №1)[7]
- 2005 ТВ Гайд и ТВ Ленд Стоте най-неочаквани ТВ моменти за „Последното проблясване на Кобол“ (Място: №98)
- 2005 Награда Пийбоди[8]
- 2005 Награди Спейси, Любими ограничени ТВ серии
- 2006 В Топ 10 на най-добро телевизионно шоу за годината на Американския филмов институт
- 2006 Най-доброто за 2006 от списание Тайм: Телевизия (Място: №7)
- 2006 Награда Скрийм, Най-добро телевизионно шоу
- 2006 Сатурн, за най-добри обединени телевизионни серии
- 2006 Награди Спейси, Най-добро телевизионно шоу
- 2006 Сатурн, Най-добър поддържащ актьор в телевизионно шоу, Джеймс Калис
- 2006 Сатурн, Най-добра поддържаща актриса в телевизионно шоу, Кейти Закхоф
- 2007 РедАй, Най-добър персонаж – 2007 – Кара Трейс Старбък[9]
- 2007 Сатурн, за най-добри обединени телевизионни серии
- 2007  Еми, Невероятни визуални ефекти в сериал

## „Бойна звезда Галактика“ в България
В България сериалът започва излъчването си на 10 февруари 2008 г. по bTV, всяка неделя от 23:30, а по-късно от 22:30. След повторение на първи сезон, премиерата на втори сезон започва излъчване на 1 декември с разписание всеки понеделник от 01:00. На 4 май 2009 г. втори сезон започва повторно излъчване, всеки понеделник от 01:40. На 12 януари 2011 г. започва трети сезон, всеки вторник от 01:00 със субтитри. На 10 май 2012 г. започва четвърти сезон с разписание от вторник до събота от 02:00 със субтитри, като първо е излъчен филмът „Острието“, разделен на две части. Последният епизод е излъчен на 9 юни. Ролите се озвучават от актьорите Гергана Стоянова, Ася Рачева, Илиян Пенев,  Станислав Димитров и Александър Митрев.
През 2009 г. започва излъчване по AXN Sci-Fi със субтитри на български.
В края на 2009 г. започва и по AXN също със субтитри.
На 26 юни 2012 г. започва повторно излъчване на първите два сезона по TV7 от 23:55. В края на 2013 г. започва трети сезон. Дублажът е записан наново със същите актьори. Минисериалът от две части също е излъчен.
На 22 септември 2014 г. започва повторно по Диема, всеки делник от 20:00. Излъчени са първите два сезона, като втори завършва на 21 ноември. Дублажът е записан наново. Ролите се озвучават от артистите Ани Василева, Ася Братанова, Лиза Шопова, Александър Воронов, Димитър Иванчев и Стефан Сърчаджиев-Съра.